# 卡通頻道 (台灣)
台灣卡通頻道是一個24小時專門播放動畫的有線電視頻道，昔稱「TNT卡通頻道」，為台灣的觀眾帶來全天候24小時播映卡通類型的動畫影集。「卡通頻道」於美國以及其它國家，及香港都稱其為「Cartoon Network」。

## 頻道歷史
台灣卡通頻道於1994年10月6日中午12時開播，由特納廣播系統成立在台的分部處，最早稱為 TNT & Cartoon Network，初期 CN 與 TNT 電影共用同一頻道，白天時段（06:00~21:00） 為 Cartoon Network 播映時間。深夜時段（22:00~隔天06:00）由特納電視網  TNT 電影頻道播映。
1995年2月26日晚上6時30分，台灣首次與歐洲、拉丁美洲、美國等國家地區同步首映卡通德克斯特的實驗室。
1998年 Cartoon Network 正式進駐台灣，啟用第一代台灣版商標（至2005年9月30日止）。
2005年，定頻於有線電視24頻道 ( 後來改為22頻道或23頻道 )。
2005年10月1日，頻道改以新浪潮作為風格，因此起設計並使用第二代台灣版商標。也是自此時起台灣、亞洲等頻道與美國本土的播映內容和頻道風格開始產生越來越大的差異（至2011年9月30日止）。

2009年以後，節目內容為融入在地化語言，歐美方來源節目不時會講台語。例如：《探險活寶》的《彩虹姊姊的大秘密》使用台語的比例位居歐美動畫前列（因為彩虹姐姐在原版使用韓語，台灣頻道使用台語，該集以她與泡泡糖公主的對話為主）。

台灣卡通頻道開播初期(開播至2005年9月30日間)，使用的商標

2011年10月1日使用第三代台灣版商標，頻道風格再度替換。
2012年時，曾與 TVBS 食尚小玩家合作推出「TVBS小小主播營」活動。
2014年約於1月或2月起，卡通頻道於台灣所設立的官方網站（cartoonnetwork.com.tw）在無預警且無公告的情形下關閉。自那時起，台灣官網就未曾再重新啟用，直至目前該網址已經過期。
2017年起，頻道開始顯示電視分級。
2019年起，台灣卡通頻道的資訊發布接轉移至 Cartoon Network Asia 亞洲官網發布。
同年，台灣卡通頻道 YouTube 頻道與 Facebook 臉書粉絲團關閉，包含影片等內容皆被轉移上亞洲版 YouTube 頻道與 Facebook 臉書粉絲團。
2019年8月21日，啟用 16:9 高畫質版本「卡通頻道 HD」（逐步淘汰採用 4:3 SD 標準畫質訊號的「卡通頻道」訊號）。
2022年1月6日起，替換了頻道的新風格「世界由我創」由美國蠟筆品牌「繪兒樂」贊助播出。
2022年起，由於「世界由我創」帶入 CARTOONITO 與其兒童節目播放。初期僅在週末6:00~8:30播放。
2024年，之後台灣頻道針對 CARTOONITO 兒童內容進行播放調整，目前改為每天6:00~8:30播出。另外此類節目播映前也會以 CARTOONITO 的頻道廣告，並且其節目也穿插在原本卡通頻道時段進行節目播。
2024年11月19日起，台灣與亞太地區的 HBO GO 被改版為 MAX（現已更名 HBO Max）。來自 HBO GO 的卡通頻道影集與電影被轉移至 HBO Max。

## 頻道品牌形象
Powerhouse：為1994年卡通頻道在台灣開播時，首個使用的主題設計
CN City：2004年6月啟用，這個時代因其廣告而得名，展現了卡通頻道節目的角色之間的互動。
新浪潮時代（New Wave）：於2008年12月6日在中東、印度、巴基斯坦、日本、韓國、台灣、東南亞和菲律賓地區採用。這一代包括頻道片頭和宣傳片上以「動態線條」主題。則於 2011年10月1日。
好玩到爆（It's A Fun Thing）：2011年10月1日在亞洲與澳洲卡通頻道啟用，由巴西歌手荷羅尼摩（Jeronimo）為亞洲卡通頻道演唱品牌主題曲《It's A Fun Thing》
Dimensional：於2016年5月30日首次亮相，是該頻道的全新品牌包裝。由音樂家 Impactist 為當時卡通頻道製作新形象音樂《Popsicle》，用於卡通頻道的形象廣告和節目廣告
世界由我創（Redraw Your World）：於2022年1月6日啟用，為目前卡通頻道使用的頻道設計風格

## 台灣官網
2004年2月正式成立，與有線電視頻道共同更新。
根據網站時光機（Wayback Machine）記載：
- 最早記下的網頁快照日期為2004年2月12日。
- 最早記下的可用網頁快照日期為2004年6月24日 ，官網也新增申請會員的功能。

2005年更換為第二代英文商標，但網頁還未翻新 ，僅先在台標上做出更動。
2006年6月針對網站排版進行小幅度的更改 ，台標則使用二代的英文版圖標。
網頁更新內容為：
- 首頁以深藍、紅、淺藍、黃的書籤樣式條目，各別標示：遊戲區、電子賀卡、壽星大典名、會員區。
  - 遊戲區：官網的網頁遊戲
  - 電子賀卡：為一個遊戲，需要官網帳號才能遊玩。是讓粉絲能用自己最愛的 Cartoon Network 卡通明星設計卡片，並送給自己的朋友
  - 壽星大點名：為當時網站給會員生日壽星的有獎特別活動（2006年6月26日～7月25日截止）
  - 會員區：設立會員專屬的區塊

2009年起正式使用第二代台灣版台標，網頁設計並隨有線電視頻道，共同更換為新浪潮風格。主要是以各式五顏六色的線條，在畫面中彎折彈射。
網頁條目改為：玩樂遊戲區、影片區、贏大獎、卡通動畫達人、卡通足球。
2010年起改用新版第三代台標。
2014年起為配合亞太地區的卡通頻道整合策略，將台灣卡通頻道官網停用。
頻道因應經營策略調整，無預警永久關閉。
過去一段時間，訪問台灣卡通頻道官網 （cartoonnetwork.com.tw）會自動跳轉到 Cartoon Network Asia 網站（cartoonnetworkasia.com）。
截至現今，網站因停用已久，網址已經過期。台灣官方並未在重啟網站。

## 動畫節目
台灣卡通頻道每天播放不同國家的卡通片，以美國和日本製作占多數。

### 美國
- 《德克斯特的實驗室》
- 《阿達一族》
- 《拚命郎約翰尼》
- 《飛天小女警》
- 《搗蛋三傻》
- 《黃鼠狼威索》
- 《雞與牛》
- 《城市小綿羊（英语：Sheep in the Big City）》
- 《小島樂園》
- 《傑克武士》
- 《加菲貓》
- 《時空特攻隊（英语：Time Squad）》
- *《超級狗英雄（英语：Krypto the Superdog）》
- 2005年12月22首播)
- 《超時空機械人傳說》
- 《魯巴瓊斯的學校生活（英语：Whatever Happened to... Robot Jones?）》
- 《親親麻吉》
- 《魔法少女 Juniper Lee》
- 《瘋狂夏令營》
- 《我的麻吉是猴子》
- 《酷松鼠洛德（英语：Squirrel Boy）》
- 《星際大戰：複製人之戰》
- 《Hi Hi Puffy Ami Yumi》
- 《決戰少林》
- 《小孩大聯盟》
- 《超人》
- 《少年悍將》
- 《Ben 10》（早期首播時譯為少年駭客，翻譯及配音也不同）
- 《Ben 10 外星英雄》
- 《Ben 10 再顯神威》
- 《超能特攻隊》
- 《Q版大英雄》
- 《傑森一家》
- 《摩登原始人》
- 《摩登大聖》
- 《地球超人》
- 《瘋狂大賽車》
- 《叔比狗》
- 《阿呆與阿瓜/卡通版》
- 《杜皮狗》
- 《兔巴哥》
- 《淘氣阿丹》
- 《航空小英雄》
- 《膽小狗英雄》
- 《寶貝樂一通》
- 《變形金剛進化版》
- 《神秘特攻隊（英语：The Secret Saturdays）》
- 《極速戰輪（英语：Hot Wheels Battle Force 5）》
- 《機械戰士REX》
- 《阿甘妙世界》
- 《探險活寶》
- 《天兵公園》
- 《海陸雙響砲》
- 《愛吃鬼巧達》
- 《阿嗨大冒險》
- 《愛酷一族》（後來重新翻譯及配音，譯為大鼻與酷蒂，最早翻譯為怪誕骷髏魔）
- 《超能量戰士MAX》
- 《湯姆貓與傑利鼠》
- 《大力水手》
- 《旋風忍者》
- 《霹靂貓（2011年新版）》
- 《神獸傳奇》
- 《神臍小捲毛》
- 《OK K.O.!》
- 《少年悍將 GO！》
- 《合體小精靈》
- 《天才阿公》
- 《我愛阿噗》
- 《NG大神探》
- 《渦輪方程式：絕技快攻隊》
- 《豆豆先生》
- 《瑜伽熊秀》
- 《無敵神貓》
- 《威利鱷魚》
- 《松鼠特務》
- 《螞蟻阿登姆》
- 《小小老鼠征地球》
- 《霹靂特警貓》
- 《音速小子 火力全開》
- 《粉紅豹》
- 《小小湯姆與傑利》
- 《蝙蝠俠》
- 《戰鬥飛輪：機械陀螺》(美日聯合製作)
- 《熊熊遇見你》
- 《謎樣森林》
- 《NEXO KNIGHTS》
- 《飛天小女警 (2016年動畫)》
- 《決戰少林》
- 《正義聯盟》
- 《兔古拉》
- 《神劍變變變》
- 《獨角貓》
- 《樂一通秀》
- 《阿貴溪遊記》
- 《阿蘋與阿蔥》
- 《夏令營奇幻島》
- 《探險勇士》
- 《DC超级英雄美少女》
- 《HOLA!維克與維諾》
- 《真心喵英雄》
- 《阿尼正傳》
- 《蜘蛛人(2003年版)》
- 《衰狗麥麥》
- 《寵物冤家》
- 《王國戰隊》
- 《菇菇人》
- 《霹靂貓·轟》
- 《新樂一通》
- 《來自地球的艾列德》
- 《樂一通卡通》
- 《熊熊寶貝遇見你》
- 《果凍石小鎮》
- 《超級蝙蝠車》
- 《兔巴哥大工程》
- 《黃色狗和奶奶》

《小红狐狸》
- 《拇指摔角一級棒 Royal Thumble》

### 加拿大
- 《D咖大聯盟》
- 《生存大亂鬥》
- 《威風小跟班》
- 《玩咖歷險記》
- 《好棒棒天團》
- 《怪咖城》
- 《小鬼頭大亂鬥》
- 《腳ㄚ子看天下/芬妮的魔法鞋》

### 英國
- 《校園搞怪王》
- 《郵差叔叔》
- 《頑皮虎小艾 Ethelbert the Tiger
- 《小園丁高登》
- 《波西公園園丁》
- 《幸福農場》
- 《布布在哪裡》

### 法國
- 《機器寶貝》
- 《熱血搜救隊》
- 《肥貓鬥小強》（首播為超視，譯為肥貓阿吉。卡通頻道播出幾個禮拜後將之配上了旁白，稱之為「爆笑配音版」）
- 《沃島英雄傳》

《大砲與小惡魔》

### 義大利
- 《魔法俏佳人》

### 澳洲
- 《卡片王子大暴走》
- 《怪物海灘》

### 日本
- 巧克力問題（日语：トラブルチョコレート）巧克力問題（麻煩巧克力）代理商:國際影業
- 萬花筒之星
- 原子小金剛 (2003年動畫)
- 原子小金剛 （2003年動畫）
- 媽媽小學四年生
- 超時空保姆
- 霹靂酷樂貓：代理商國際影業
- 《家有賤狗》(首播為台視。卡通頻道重新翻譯、配音)
- 《麻煩巧克力（日语：トラブルチョコレート）》
- 《彗星公主》代理商國際影業
- 《宇宙小超人》
- 《麵包超人》
- 《原子小金剛（2003年電視動畫）》(2003年12月1日首播)
- 《中華一番》
- 《B傳說!戰鬥彈珠人》(彈珠人系列)
- 《B傳說!戰鬥彈珠人炎魂(彈珠人系列)》
- 《爆球Hit!轟烈彈珠人(彈珠人系列)》
- 《筋肉人二世》
- 《小公主優希》
- 《新超激力戰鬥車》
- 《Keroro軍曹》
- 《魔法咪路咪路系列》
- 《笑園漫畫大王》
- 《月詠》
- 《砂沙美系列》
- 《救難小英雄(2003年電視動畫)》(2005年12月27日19:30首播)
- 《救難小英雄24》
- 《怪傑佐羅力(原名：怪俠索羅利)》
- 《外星人田中太郎》
- 《魔女的考驗》(2006年12月1日全台首播)
- 《飛天小女警Z》
- 《小紅帽恰恰》代理商 國際影業(版權到期）
- 《玩偶遊戲》代理商國際影業（版權到期）
- 《守護甜心》（第一季）
- 《校園迷糊大王系列》(一學期、一學期補課、二學期)
- 《魔法小天使》
- 《花漾明星KIRARIN 》(第二季)
- 《淘氣小樂樂》(迪士尼頻道譯為:隔壁的山田君)
- 《高爾夫小子》
- 《我愛美樂蒂》(第一、二季)
- 《藍龍》
- 《妖逆門》
- 《怪物小王子》
- 《爆丸2大爆破》
- 《冒險遊記》
- 《楚楚可憐超能少女組》
- 《閃電十一人》→《閃電十一人GO》
- 《戰鬥陀螺 鋼鐵奇兵系列》
- 《魔幻石之戰》※紐澳版播出帶
- 《小雙俠》
- 《七龍珠改》(播映至『弗利札篇』中停播)
- 《神奇寶貝超世代1～37》
- 《企鵝找麻煩》
- 《宇宙小毛球》(重新翻譯、配音]
- 《大尾小岡》(首播為東森幼幼台。卡通頻道重新翻譯、配音，譯為嘎嘎龍)
- 《暴走爺爺》
- 《忍者亂太郎》（第一季前2集、第三季至第六季）
- 《七龍珠超(播至26集)》
- 《怪盜喬克》
- 《神技汪達》
- 《點心大冒險》
- 《長腿叔叔》
- 《蜡笔小新 超級小白》
- 《再加碼認真去搞怪怪俠佐羅利》

### 南韓
- 《奇幻寶貝（朝鲜语：최강 합체 믹스마스터）》（為東森幼幼台《奇域大冒險》的第二季）
- 《脫線家族（朝鲜语：놓지마 정신줄）》
- 《Beat Monsters》
- 《Running Man (動畫版)》

### 台灣
- 《水火108》
- 《卡滋幫》
- 《酷客歷險記》

### 中國大陸
- 《開心寶貝》

## 戲劇節目

### 台灣
- 《超能小隊》

### 日本
- 《假面騎士KABUTO》
- 《超人力霸王MAX》
- 《假面騎士電王》
- 《假面騎士KIVA》
- 《假面騎士DECADE》

### 中國大陆
- 《鎧甲勇士》
- 《鎧甲勇士刑天》

### 歐美
- 《假面騎士龍騎》
- 《K-9機械神犬》

## 爆米花電影院
- 《大榔头小子》
- 《櫻桃小丸子友情歲月》
- 《火影忍者劇場版》
- 《Keroro軍曹劇場版》
- 《超人力霸王劇場版》
- 《假面騎士響鬼劇場版》
- 《哈利波特電影》
- 《河童之夏》
- 《七龍珠Z劇場版》
- 《史酷比系列電影》
- 《湯姆貓與傑利鼠系列電影》
- 《亂馬½(劇場版)》
- 《怪物海灘》
- 《羅密歐與茱麗葉 以吻封緘》(台譯：小海獅之戀)
- 《埃及王子》
- 《超人：前传》
- 《魔剑奇兵》
- 《新蝙蝠侠：小丑复活》》
- 《 小蟻雄兵》/Antz
- Chicken Run
- 《勇闖黃金城》
- 《閃電十一人GO VS 紙箱戰機W》
- 《芭比公主系列電影》
- 《天兵公園電影版》
- 《熊熊遇見你電影超棒DER》
- 《風火輪之飆風鬥士系列電影》
- 《美國鼠譚》
  - 《動物園戀曲》
- 《圣诞老公公的故事》
- 《夏綠蒂的網2 韋柏歷險記》
- 《稻草人奇缘》
- 《超世纪战警：暗夜杀机》
- 《国王与我》
  - 《小小北极熊》
- 《崔弟的高飞冒险》
- 《百万大富狗》
- 《狼人惊魂记》
- 《瑪德琳巴黎歷險記》
- 《鹿兄鼠弟》
- 《雪地灵犬》
- 《巧克力冒险工厂》
- 《花栗鼠遇上科學怪人》
- 《黄金宝盘历险记》
- 《我很乖因為我要出國》
- 《我不笨，所以我有话说》
- 《鐵巨人》
- 《石頭族樂園 2賭城萬歲》
- 《肥貓鬥小強 電影版》

## 外部連結
- Cartoon Network (Actual site not accessible in most countries, and URL will re-direct to a local official site)
- Cartoon Network的Facebook專頁
- CN卡通頻道 夏日哇沙米2009

2008夏日哇沙米